# Emory Cohen
Emory Isaac Cohen (* 13. März 1990 in New York City, New York) ist ein US-amerikanischer Schauspieler. Er ist vor allem für seine Darstellung des AJ im US-amerikanischen Filmdrama The Place Beyond the Pines und das Mitwirken in der Fernsehserie Smash bekannt.

## Leben
Emory Cohen wurde im März 1990 in New York City geboren. Er machte seinen Abschluss an der Elisabeth Irwin High School und nahm danach ein Schauspielstudium an der University of the Arts in Philadelphia auf. Seine erste Rolle spielte er 2008 im Film Afterschool, der bei den Internationalen Filmfestspielen von Cannes 2008 in der Sektion Un Certain Regard Premiere hatte. 2009 hatte er eine unaufgeführte Kurzrolle im Episodenfilm New York, I Love You und in dem Film The Hungry Ghosts seine erste Hauptrolle in einem Spielfilm. Für seine Leistung in Four gewann Cohen 2012 zusammen mit seinen Schauspielkollegen den Audience Award auf dem Los Angeles Film Festival. Ebenfalls 2012 war er in den Filmdramen The Place Beyond the Pines und Nor’easter zu sehen. Von 2012 bis 2013 übernahm er in der NBC-Musical-Fernsehserie Smash die Rolle des Leo, der Sohn der Hauptfigur Julia Houston (Debra Messing).

## Filmografie (Auswahl)
- 2008: Afterschool
- 2008: Tess and Nana
- 2009: New York, I Love You
- 2009: The Hungry Ghosts
- 2012: Four
- 2012: The Place Beyond the Pines
- 2012: Nor’easter
- 2012–2013: Smash (Fernsehserie, 14 Episoden)
- 2013: Beneath the Harvest Sky
- 2014: The Gambler
- 2015: Brooklyn – Eine Liebe zwischen zwei Welten (Brooklyn)
- 2015: Stealing Cars
- 2016: To Kill a Man – Kein Weg zurück (Detour)
- 2016–2019: The OA (Fernsehserie)
- 2016: Das Duell (The Duel)
- 2017: War Machine
- 2017: Shot Caller
- 2018: Lords of Chaos
- 2019: The Wolf Hour
- 2019: Sweetheart
- 2019: Killerman
- 2020: Flashback
- 2021: The Birthday Cake
- 2021: Blue Bayou
- 2023: The Bikeriders
- 2024: Rebel Ridge